# Pteris kiuschiuensis
Pteris kiuschiuensis là một loài thực vật có mạch trong họ Pteridaceae. Loài này được Hieron. miêu tả khoa học đầu tiên năm 1914.